# Basílica Pontificia de San Miguel

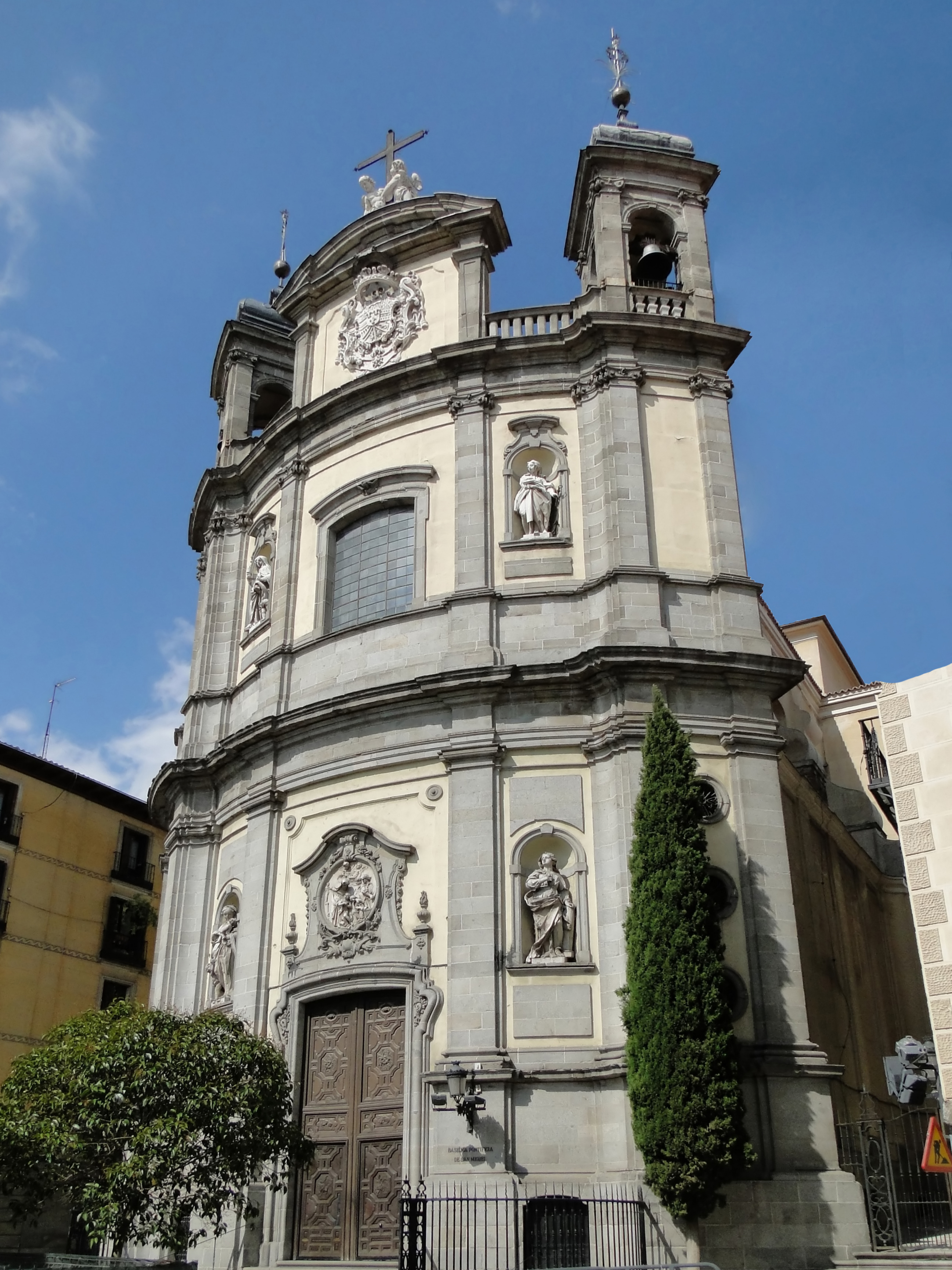
Fassade der Basilika San Miguel

Die Basílica Pontificia de San Miguel, deutsch Päpstliche Basilika St. Michael, ist eine barocke römisch-katholische Kirche in Madrid, seit 1930 mit dem Status einer Basilica minor. Sie liegt gegenüber dem Palast des Erzbischofs von Madrid und ist zugleich die Kirche des Apostolischen Nuntius in Spanien.
Die Kirche wurde zwischen 1739 und 1745 auf dem Grundstück der vormaligen Kirche St. Justus und Pastor errichtet, die 1690 abgebrannt war. Sie hat bei einer Breite von 27 m eine Länge von 50 m. Die Kirche wurde im Auftrag des Erzbischofs von Toledo, Kardinal Luis de Borbón y Farnesio Graf von Chinchón, gebaut. Die Baupläne stammen von Santiago Bonavia, die Fertigstellung erfolgte durch Vigilio Rabaglio to Gandria. Der allegorische Fassadenschmuck stellt Glauben, Hoffnung, Liebe und Stärke dar und wurde durch Roberto Michel und Nicolás Caresana geschaffen. Das Patrozinium des Erzengels Michael erhielt sie von der unter der napoleonischen Besetzung abgerissenen Kirche San Miguel de los Octoes. Die Basilika ist als Bien de Interés Cultural geschützt. Seit 1959 wird sie von Priestern des Opus Dei betreut.

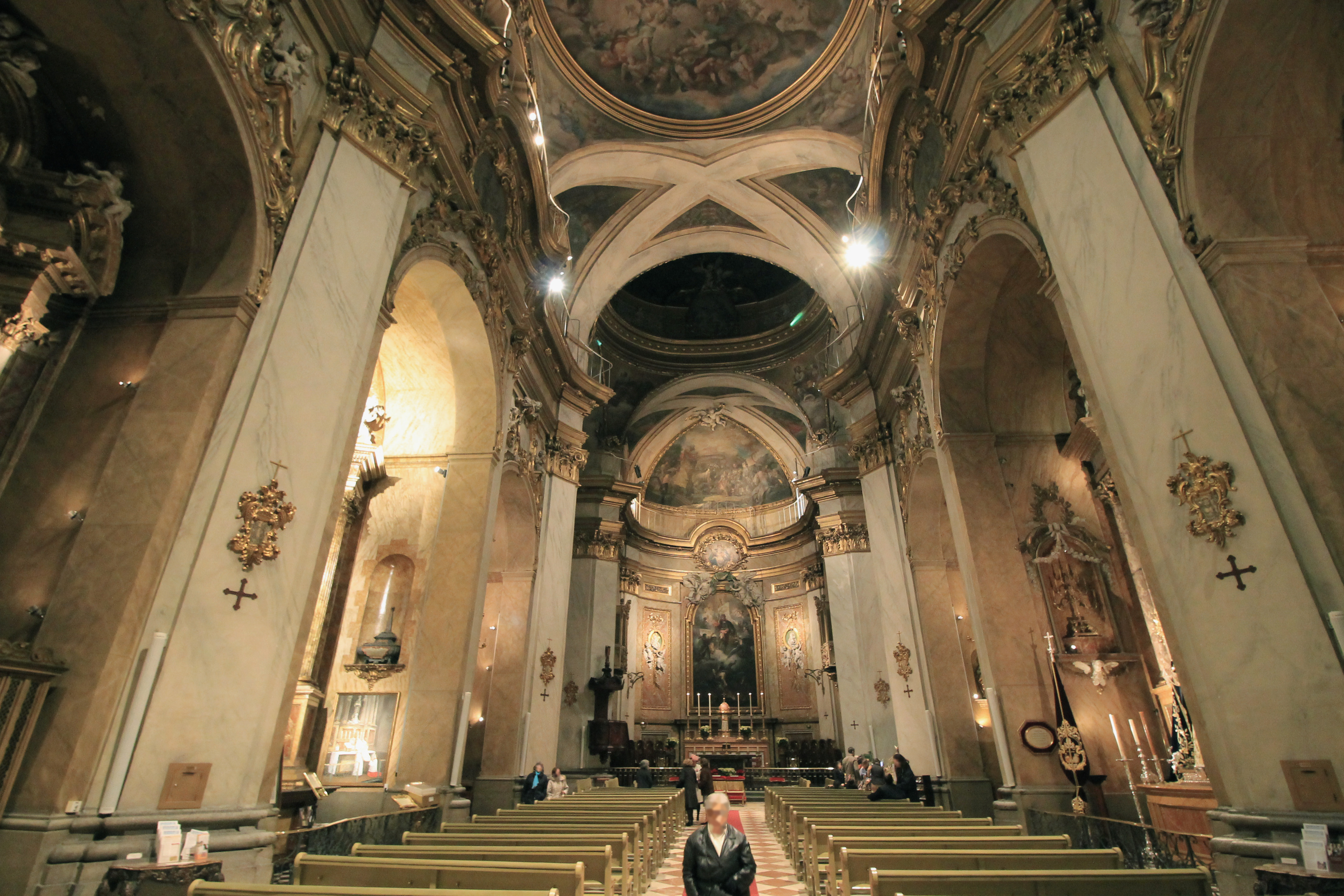
Innenraum der Basilika